# Xuthodes punctipennis
Xuthodes punctipennis är en skalbaggsart som beskrevs av Francis Polkinghorne Pascoe 1875. Xuthodes punctipennis ingår i släktet Xuthodes och familjen långhorningar. Inga underarter finns listade i Catalogue of Life.